# Balinka
Balinka is een plaats (község) en gemeente in het Hongaarse comitaat Fejér. Balinka telt 1002 inwoners (2001).